# Барон Шонесси

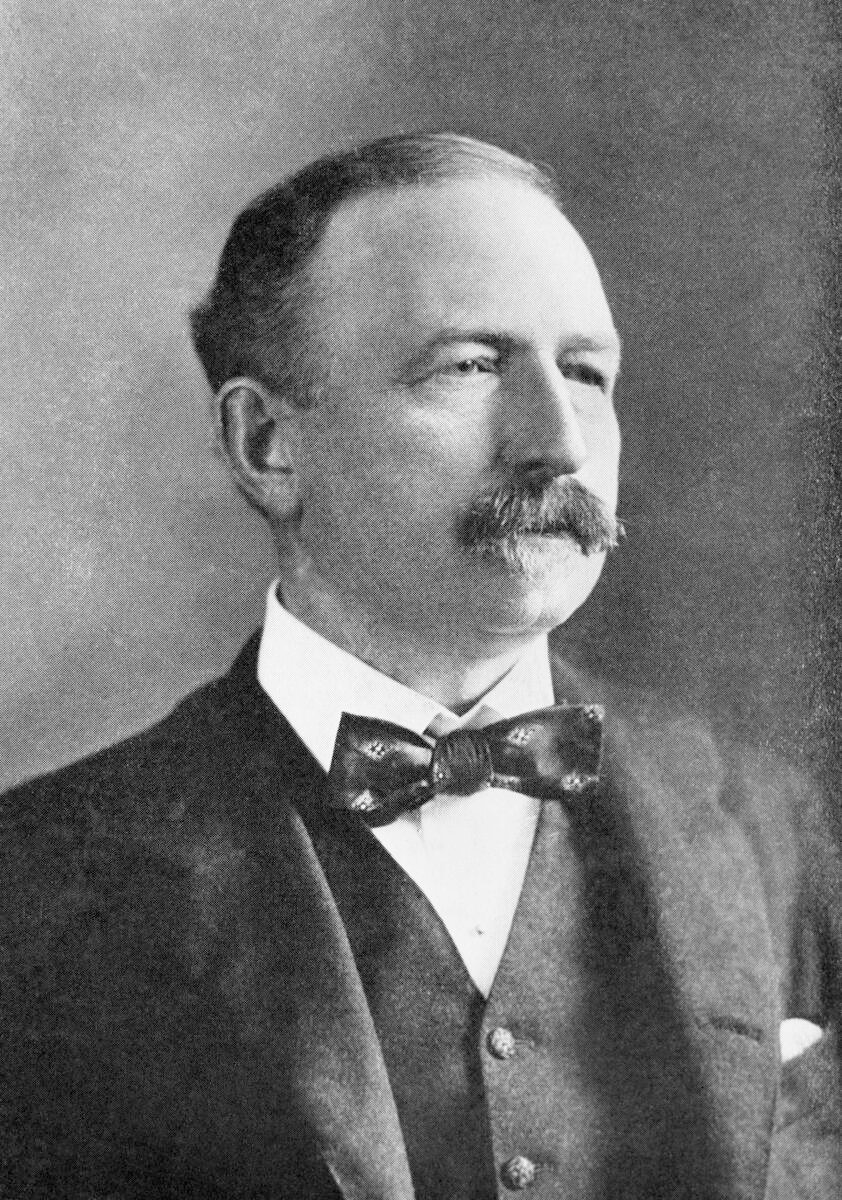
Томас Джордж Шонесси, 1-й барон Шонесси

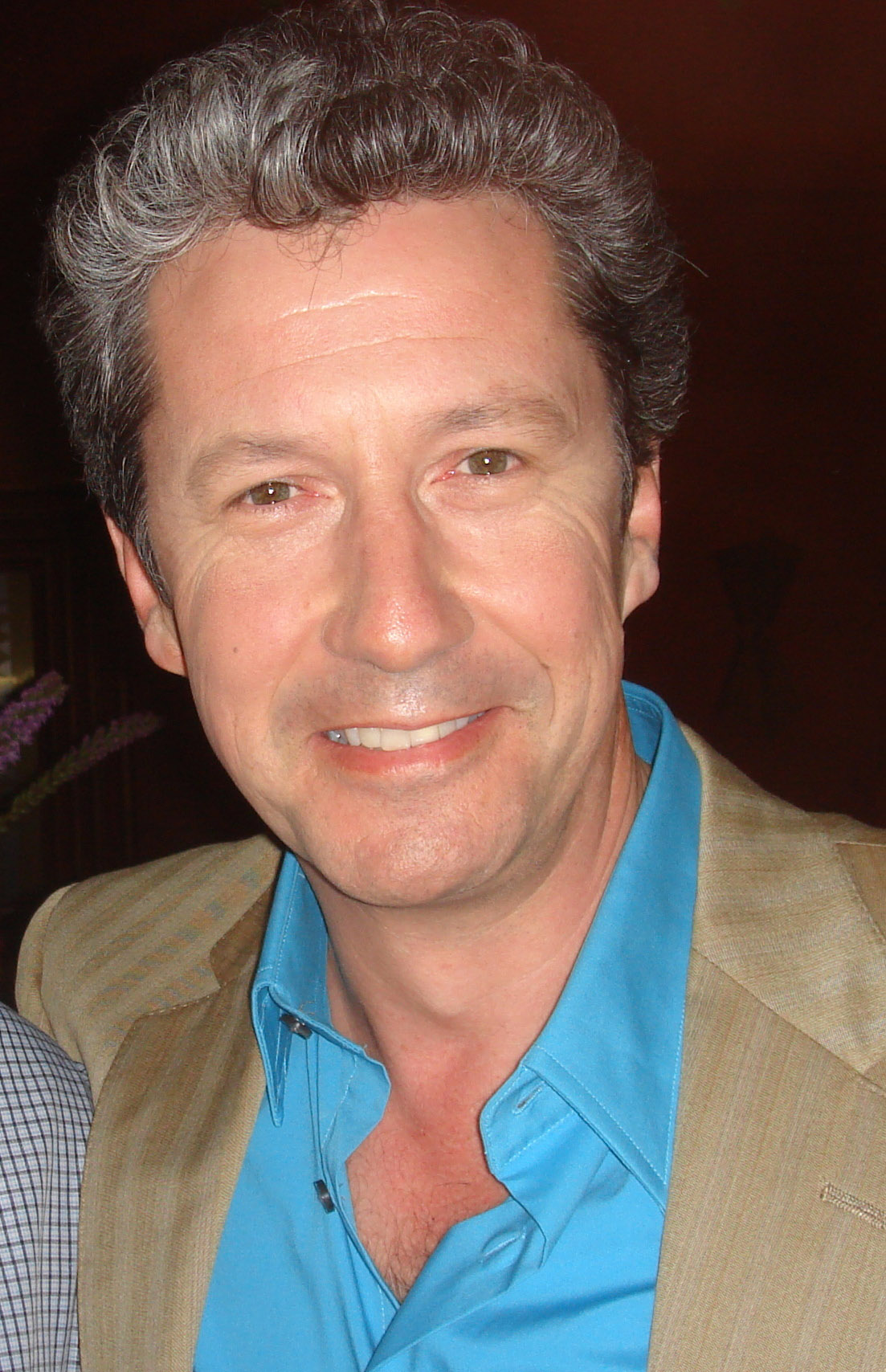
Чарльз Джордж Патрик Шонесси, 5-й барон Шонесси

Барон Шонесси  из города Монреаль в доминионе Канада и Эшфорда в графстве Лимерик — наследственный титул в системе Пэрства Соединённого королевства. Он был создан 25 января 1916 года для британского бизнесмена из Милуоки Томаса Шонесси (1853—1923), президента от Канадской Тихоокеанской железнодорожной компании (1899—1918). Его преемником стал его старший сын, Уильям Джеймс Шонесси, 2-й барон Шонесси (1883—1938), директор Canadian Pacific Limited от канадского коммерческого банка. Его сын, Уильям Грэм Шонесси, 3-й барон Шонесси (1922—2003), был бизнесменом, а также принимала активное участие в Палате лордов. Тем не менее он потерял своё наследственное место в верхней палате парламента после принятия Акта Палаты лордов 1999 года.
В 2007 году после смерти Майкла Джеймса Шонесси, 4-го барона Шонесси (1946—2007), сына 3-го барона Шонесси, прервалась линия старшего сына первого барона. Баронский титул унаследовал его троюродный брат, Чарльз Джордж Патрик Шонесси, 5-й барон и нынешний лорд Шонесси (род. 1955), который более известен как актёр Чарльз Шонесси, звезда американского телевизионного сериала «Няня» и мыльной оперы «Дни нашей жизни». Отцом Чарльза был Альфред Шонесси, сценарист и продюсер, сын достопочтенного Альфреда Шонесси, младшего сына первого барона Шонесси. Наследником титула является Дэвид Шонесси, младший брат 5-го барона Шонесси, актёр и продюсер.

## Бароны Шонесси (1916)
- 1916—1923: Томас Джордж Шонесси, 1-й барон Шонесси  (6 октября 1853 — 10 декабря 1923), сын ирландского католика, лейтенанта Тома Шонесси (1818—1903)
- 1923—1938: Уильям Джеймс Шонесси, 2-й барон Шонесси  (29 сентября 1883 — 4 октября 1938), старший сын предыдущего
- 1938—2003: Уильям Грэм Шонесси, 3-й барон Шонесси  (28 марта 1922 — 22 мая 2003), сын предыдущего
- 2003—2007: Майкл Джеймс Шонесси, 4-й барон Шонесси  (12 ноября 1946 — 9 декабря 2007), сын предыдущего
- 2007 — настоящее время: Чарльз Джордж Патрик Шонесси, 5-й барон Шонесси  (род. 9 февраля 1955), старший сын Альфреда Шонесси (1916—2005), внук достопочтенного Альфреда Шонесси, правнук Томаса Джорджа Шонесси, 1-го барона Шонесси
  - Наследник титула: достопочтенный Дэвид Джеймс Брэдфорд Шонесси (род. 1957), младший брат предыдущего

Нет других наследников титула.